# Het ongelofelijkste
Het ongelofelijkste is een sprookje van Hans Christian Andersen. Het verscheen in 1872.

## Het verhaal
Wie het ongelofelijkste deed, zou de prinses en het halve koninkrijk krijgen. Veel mensen doen hun uiterste best. Twee aten en één dronk zich dood, maar dat was niet de juiste manier. Straatjongens oefenden om op hun eigen rug te spugen. Er worden rechters aangestold, kinderen van drie tot mensen van ver in de negentig. Het is een hele tentoonstelling van ongelofelijke dingen. Men is het erover eens dat de winnaar de maker van een groot uurwerk onder een stolp is. Als de klok slaat, komen er levende beelden tevoorschijn die het juiste uur wijzen. Er zijn twaalf taferelen met figuren die kunnen praten en zingen.
De klok slaat één, Mozes staat op de berg en schrijft op de tafelen der wet het eerste gebod: Er is slechts één God. De klok slaat twee, in het paradijs ontmoeten Adam en Eva elkaar, ze zijn diep gelukkig, hoewel ze niets bezitten. De klok slaat drie en de drie heilige koningen zijn te zien. Eén van hen is pikzwart, maar daar kan hij ook niks aan doen. Ze komen met wierook en andere geschenken. Klokslag vier komen de jaargetijden. Voorjaar met een koekoek op een beukentak, zomer met een sprinkhaan op een rijpe korenaar, najaar met een leeg ooievaarsnest en winter met een oude kraai die verhalen vertelt bij de kachel. Klokslag vijf komen de vijf zintuigen voorbij, een brilenmaker, een koperslager, viooltjes en onzelievevrouwebedstro, een kok en een doodbidder met een rouwfloers tot op zijn hielen.
Als de klok zes slaat, zit er een speler die dobbelstenen werpt. Klokslag zeven komen de zeven dagen van de week en de zeven doodzonden. Ze horen bij elkaar en zijn niet makkelijk te scheiden. Klokslag acht is er een monnikenkoor dat metten zingt. Klokslag negen komen de negen muzen, een is bij de sterrenwacht aangesteld. De tweede bij het archief en de rest is aan de schouwburg verbonden. Om tien uur komt Mozes weer tevoorschijn, de tafelen der wet bevatten nu tien stuks. Elf uur komen er jongens en meisjes aanhuppelen, spelend en zingend. Om twaalf uur verschijnt de nachtwacht met zijn muts op en goedendag in de hand. Hij zingt het oude versje het was te middernacht dat Christus werd geboren. Rozen schieten op en groen uit tot engelenkopjes, ze worden door vleugeltjes gedragen in de kleuren van de regenboog.
De kunstenaar is een jonge man en op de dag dat de beslissing zal vallen, is de stad versierd. De prinses zit op de troon als een krachtpatser roept dat hij het ongelofelijkste kan doen. Hij zwaait met zijn grote bijl en het kunstwerk is goed. De rechters vinden ook dat zo'n kunstwerk stukmaken het ongelofelijkste is. Het hele volk is het hiermee eens. Het bruiloftsfeest zal gevierd worden, maar de prinses ziet het niet zitten. De kerk is door kaarsen verlicht en adellijke jonkvrouwen begeleiden de prinses naar het altaar. Edelknapen voegen zich aan de zijde van de bruidegom. De kerkdeur vliegt open en het uurwerk komt door de middengang aanmarcheren. De kunstgeest spookt alsof het ongeschonden was. De klok begint te slaan en gestalten stormen naar buiten.
De stenen tafelen worden door Mozes op de voeten van de krachtpatser gegooid. Adam en eva, de vier jaargetijden en de wijzen uit het oosten zeggen dat de krachtpatser zich moet schamen. De krachtpatser schaamt zich niet. Bij elke klokslag groeien de figuren en bij de twaalfde slag komt de nachtwaker naar buiten. Hij slaat de bruidegom op zijn hoofd, zij zijn gewroken en hun meester ook. Ze verdwijnen, maar het orgel speelt zichzelf en de vergulde sterren aan de zoldering schieten lange stralen. De prinses wil degene die het kunstwerk heeft gemaakt als echtgenoot. Het hele volk is zijn gevolg en iedereen gunt het hem van harte. Hij wordt gezegend en er is niet één die hem afgunstig is, dat is het allerongelofelijkste.